# Goussainville, Val-d'Oise
Goussainville là một xã trong vùng đô thị Paris, thuộc tỉnh Val-d'Oise, vùng hành chính Île-de-France của nước Pháp, có dân số là 27.356 người (thời điểm 1999).